# Kvarnbergstjärnen (Överluleå socken, Norrbotten)
Kvarnbergstjärnen är en sjö i Bodens kommun i Norrbotten och ingår i Luleälvens huvudavrinningsområde.